# 劉縯 (淮陽王)
劉縯（？—？），西漢宣帝的曾孫，淮陽文王劉玄的兒子。
元壽元年（前2年），父親劉玄去世，隔年即位為淮陽王。在位9年（《漢書·諸侯王表》誤作在位19年）。始建國元年（9年）新朝建國，正月貶為淮陽公。